# Grand Orient de France

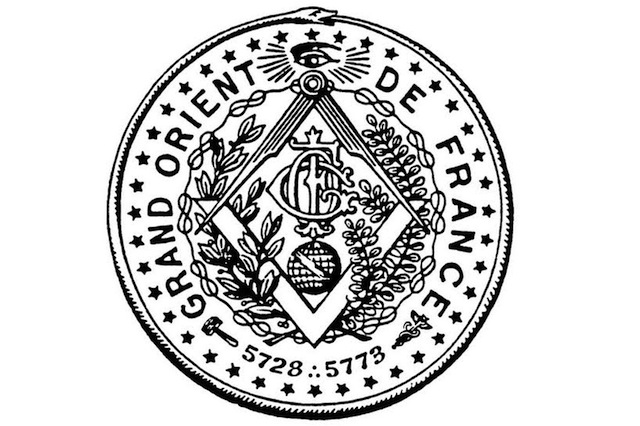

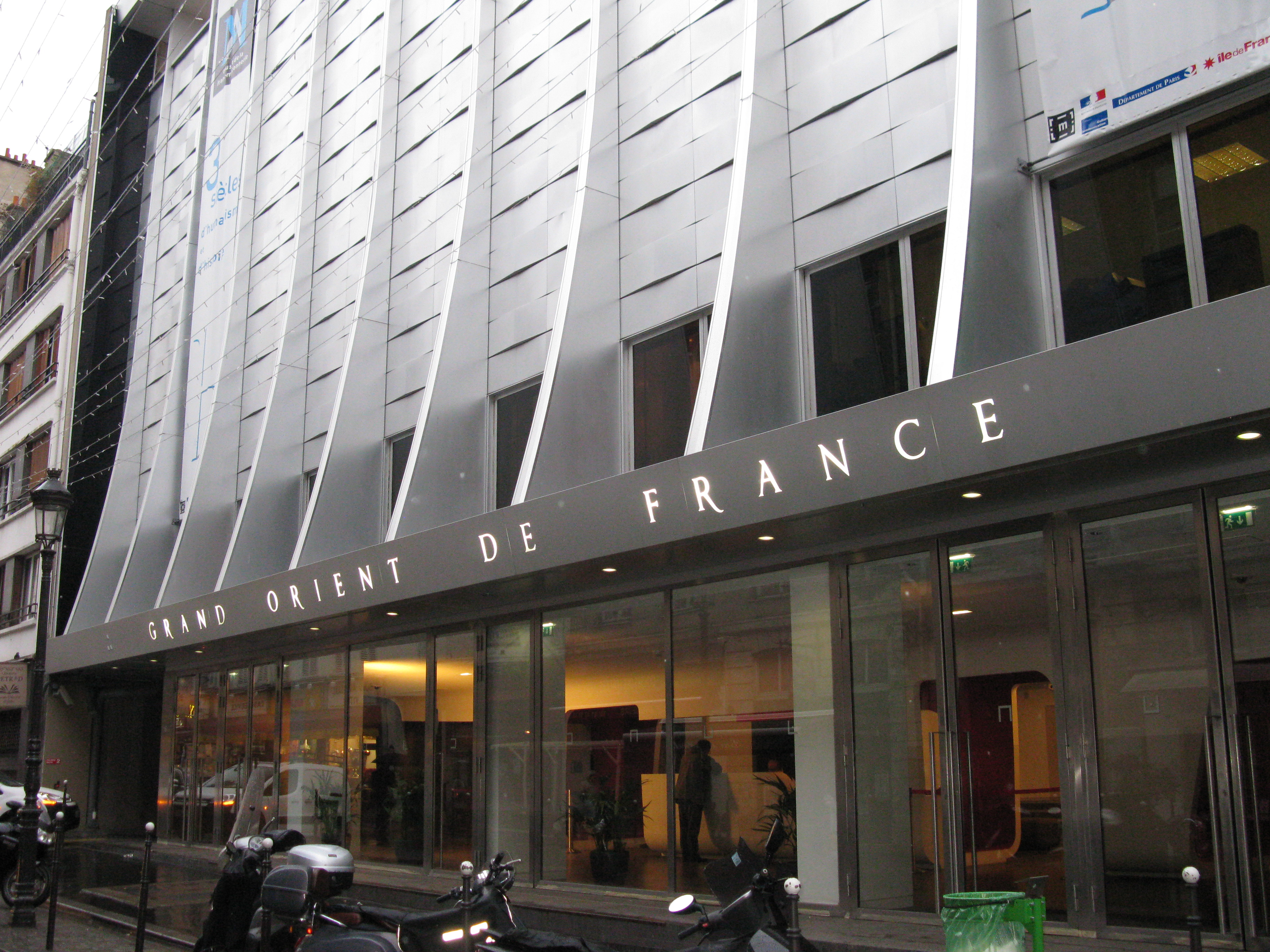
Grand Orient de France

Grand Orient de France (förkortning GODF, översatt som "Grand Orient of France") är den äldsta och största av flera frimurarorganisationer baserade i Frankrike och den äldsta på kontinentala Europa (då den bildades från en äldre storloge av Frankrike 1773 och kort absorberade baksidan av den äldre kroppen 1799, så att den kan datera sin grundläggning till 1728 eller 1733). Grand Orient de France anses allmänt vara "moderlogen" för det kontinentala frimureriet.
Mottot Liberté, Egalité, Fraternité, som det antog 1848, följer historiens sidor och går frivilligt samman med den franska republiken.